# Żona przychodzi nocą
Żona przychodzi nocą (ros. Он не завязывал шнурки, 1997) – polsko-rosyjska komedia z elementami groteski.

## Obsada
- Tatiana Jakowienko
- Sergiej Makowiecki
- Walentyna Swietłowa
- Olaf Lubaszenko
- Anna Nowak (aktorka) – Barbara Wasiljewna
- Magdalena Wójcik
- Krzysztof Kiersznowski
- Henryk Talar
- Artur Żmijewski

## Wersja polska
- Wersja polska: Studio Sonoria
- Reżyseria: Miriam Aleksandrowicz
- Dialogi: Grażyna Dyksińska-Rogalska

Wystąpili:
- Mirosław Konarowski
- Joanna Wizmur
- Krystyna Kozanecka

## Ekipa
- Reżyseria: Aleksander Czernych
- Scenariusz: Walery Zołotucha
- Muzyka: Henryk Kuźniak
- Zdjęcia: Wiesław Rutowicz
- Scenografia: Andrzej Borecki
- Kostiumy: Izabella Konarzewska
- Montaż: Anna Krasowska